# Beringen (Schaffhausen)
Beringen és un municipi del cantó de Schaffhausen (Suïssa).